# Site archéologique de Serra di Vaglio
Serra di Vaglio est un site archéologique situé dans la commune de Vaglio (Basilicate) en Lucanie centro-septentrionale, entre les fleuves du Bradano au nord et du Basento au sud, à environ 15 km à l'est de la ville de Potenza. Il constitue un des centres indigènes les plus importants et complexes de la Lucanie, actif du VIIIe au milieu du IIIe siècle avant notre ère, en relation entre les différentes cultures et régions de l'Italie méridionale   la Campanie, les Pouilles et la côte ionienne occupée par les différents établissements de populations grecques. Le site archéologique se compose de différentes aires fouillées depuis les années 1950 : l'habitat de Serra San Bernardo, les nécropoles de Braida di Serra Vaglio et 10 km plus au nord-est du plateau, à la localité Rossano di Vaglio, d'un sanctuaire extra-urbain consacrée à la déesse Méfitis.

## Les différentes aires archéologiques

### L'habitat de Serra San Bernardo
Sur la hauteur de Serra San Bernardo (1090 m s.l.m), une zone d'habitat a été individualisée par les fouilles archéologiques, s'étendant chronologiquement du VIIIe au IIIe siècle av. J.-C.. Aux VIIIe et VIIe siècles, les plus anciennes attestations archéologiques d'établissement sont constituées de cabanes ovales au sol de galets et de petites zones éparses de nécropoles. Au cours du VIe siècle, une implantation plus normée se développe progressivement, composée d'édifices à plans rectangulaires situés le long de grands axes viaires. Aux Ve – IVe siècles, le site connaît une restructuration fondamentale : les rues sont pavées et une muraille en appareil isodome est élevée.

#### Les plaques en terre cuite aux cavaliers et hoplites
Parmi les édifices du VIe siècle, une résidence de type aristocratique (ou "princière") a été reconstituée à partir de la découverte, sur les pentes nord-est du plateau, à la localité Braida (connue aussi pour ses nécropoles), d'une frise en terre cuite représentant des cavaliers et des hoplites, datée du deuxième quart du VIe siècle av. J.-C. Ces plaques ont été découvertes dans une aire visiblement sacrée caractérisé par la présence d'un dépôt votif et les restes d'un petit édifice de culte dont subsistent les fondations en calcaire, duquel elles proviennent. Les plaques architecturales de Serra di Vaglio ont été comparées à celles découvertes sur un autre site indigène de la Basilicate centro-septentrionale, l'Anaktoron de Torre di Satriano, quelque peu plus récentes mais qui appartiennent stylistiquement à la même tradition artisanale s'inspirant des modèles archaïques tarentins et métapontins.

### La nécropole de Braida di Serra di Vaglio
Sur les pentes orientales du plateau de Serra Sans Bernardo, une aire de nécropole a été fouillée en 1994 par la Surrintendance de la Basilicate à la localité Braida. Les 9 sépultures, datées entre les VIe et Ve siècles avant notre ère, contenaient 10 défunts : 6 hommes et une femme entre 40 et 60 ans, ainsi que trois enfants de 1, 7 et 12 ans, correspondant à deux générations d'individus liés par leur parenté ou par leur statut social élevé. Les plus importantes par leur matériel funéraire sont les tombes 101 et 102, qui se démarquent par les panoplies de bronzes et les parures d'orfèvrerie et d'ambre qu'elles contenaient. 

#### La tombe 101
Le défunt de la tombe 101, masculine, était accompagné d'armes offensives et défensives dont des exceptionnels éléments de harnachement de cheval  : deux prosternidia (protection du poitrail) et deux prometopidia (frontal) en bronze exécutés selon la technique du repoussé. Les prometopidia représentent deux maîtresses ailées des oiseaux (potniai ornithôn), dont l'une est affublée, sur la poitrine, d'un gorgoneion. Les archéologues ont alors proposé d'y voir les deux déesses olympiennes Athéna (avec l'égide) et Artémis, souvent associée au motif de la potnia thérôn, témoignant ainsi de la connaissance et d'un goût de la culture grecque des artisans et des élites indigènes du site, commanditaires de ces œuvres. Ces objets en bronze sont de facture probablement locale mais réalisées par des artisans grecs itinérants travaillant au service de ces sociétés "aristocratiques" italiques, mêlant dans leurs techniques, leur style et leur iconographie des traditions et  inspirations achéennes, laconiennes ou étrusques. La tombe contenait aussi de nombreux vases, dont une coupe attique à figures noires décorée de jeux funèbres.

#### La tombe 102
La tombe 102 était une sépulture d'enfant, une petite fille de 7 ans, inhumée avec de nombreux vases attiques et de type grec (coupes et kylikes), une olla, un attingitoio en céramique commune, de la vaisselle en bronze (bassins et deux lebetes tripodes), des instruments en bronze et en fer (rape, alari, spiedi), et surtout une riche parure constituée de près de 300 perles et pendentifs en ambre de la baltique, de fibules en argent, d'anneaux, perles et deux ferme-tresses en or. Une des perles de la parure d'ambre représentant une sphinx ailée à la position contorsionnée, sûrement placée au centre de la parure, devait revêtir des valeurs magico-prophylactiques liées à certaines croyances eschatologiques indigènes.

### Le sanctuaire de Rossano di Vaglio
À 10 km au nord-est de Serra di Vaglio, à Rossano di Vaglio, un sanctuaire extra-urbain consacré à la déesse Méfitis a été identifié, dont l'occupation s'étend, à partir de la datation du matériel archéologique, entre le milieu du IVe et le Ier siècle av. J.-C. Le sanctuaire était composé d'une aire ouverte avec autel, entourée de bâtiment destinés aux aspects pratiques et rituels du culte (accueil des fidèles, exposition des offrandes...).  

## Musées et expositions
Les découvertes du site sont exposées en partie au Museo delle antiche genti di Lucania, dans la commune de Vaglio, inauguré en 2006, et au Museo archeologico nazionale della Basilicata "Dinu Adamesteanu" à Potenza. Le reste du matériel est conservé à Potenza à la Soprintendenza Archeologica della Basilicata. Elles ont été exposées dans différentes expositions : Basileis. Antichi re in Basilicata (Rome, Musée Barracco, 1995), I Greci in Occidente (Venise, Palazzo Grassi, 1996), Trésors d’Italie du Sud. Grecs et indigènes en Basilicate (Strasbourg, 1998), ou encore Magie d’ambra. Amuleti e gioielli della Basilicata antica (Potenza, 2005).